# Esquema (Kant)
En la filosofía kantiana, un esquema trascendental (schema; plural: schemata; de σχῆμα, "forma, figura") es la regla de procedimiento por la cual una categoría, se asocia con una impresión sensorial, la intuición subjetiva por lo tanto se piensa discursivamente como una representación de un objeto externo. Los esquemas trascendentales son supuestamente producidos por la imaginación en relación con el tiempo. Puede ser un escrito importante donde se resume la información importante de un tema .

## Papel en el sistema arquitectónico de Kant
Kant creó un sistema arquitectónico en el que hay una progresión de fases desde la más formal a la más empírica: "Kant desarrolla su sistema de naturaleza corporal de la siguiente manera. Comienza en la "Crítica de la razón pura" con el acto más formal de la cognición humana, llamado por él la unidad trascendental de apercepción, y sus diversos aspectos, llamados las funciones lógicas del juicio. Luego procede a las categorías puras del entendimiento, y luego a las categorías esquematizadas, y finalmente a los principios trascendentales de la naturaleza en general." Es dentro de este sistema donde se supone que los esquemas trascendentales tienen un propósito crucial. Muchos intérpretes de Kant han enfatizado la importancia del esquematismo.

## Propósito del capítulo de esquematismo
Si los conceptos puros del entendimiento (Categorías kantianas) y las percepciones sensoriales son radicalmente diferentes entre sí, ¿qué cualidad común les permite relacionarse? Kant escribió el capítulo sobre esquematismo en su Crítica de la razón pura para resolver el problema de "...cómo podemos asegurarnos de que las categorías tengan sentido e importancia."
Los conceptos a posteriori tienen sentido cuando se derivan de una imagen mental basada en impresiones sensoriales experimentadas. Los conceptos a priori de Kant, por otro lado, se alega que tienen sentido cuando se derivan de un esquema mental no experimentado, traza, esbozo, boceto, monograma, Un esquema está relacionado con un objeto percibido como una sola letra está relacionada con un nombre completo o imagen mínima. Esto es similar a un diagrama geométrico.
Siempre que dos cosas sean totalmente diferentes entre sí, pero deben interactuar, debe haber alguna característica común que compartan para poder relacionarse de alguna manera entre sí. Las categorías kantianas, o conceptos "a priori", tienen, según Kant, una importancia básica y necesaria para el conocimiento humano, aunque sean totalmente diferentes de las sensaciones. Sin embargo, deben estar conectados de alguna manera con la experiencia sentida. porque "un concepto a priori que no puede, por así decirlo, establecer ninguna conexión empírica es un fraude [...] el propósito del capítulo de Esquematismo era mostrar que las categorías al menos tienen conexiones empíricas satisfactorias". Kant estaba preocupado "por tender un puente entre los polos, por lo demás heterogéneos, de pensamiento y sensación en el Esquematismo de los conceptos puros del entendimiento (A 138/B 177)."

## Explicación de la explicación kantiana de los esquemas

### Tres tipos de conceptos y sus esquemas
Hay tres tipos de conceptos que requieren un esquema para conectarlos con las percepciones de los sentidos fenoménicos para que tengan sentido [Sinn] y significado [Bedeutung]. Estos tres tipos son (1) conceptos empíricos, (2) conceptos sensuales puros (matemáticos) y (3) conceptos puros del entendimiento o Categorías. Los dos primeros emplean esquemas. El tercero emplea esquemas trascendentales.

#### Conceptos empíricos
Un concepto empírico es el pensamiento abstracto de aquello que es común a varias percepciones. Cuando se dice que un concepto empírico contiene un objeto, todo lo que se piensa en el concepto debe intuirse en la representación mental del objeto. Ejemplos de percepciones intuitivas que son el contenido de imágenes vagas que se imaginan para conectar un concepto con las percepciones de las que se derivó como su característica común. "Las intuiciones", escribió Kant, "siempre son necesarias para verificar o demostrar la realidad de nuestros conceptos". Estos ejemplos aseguran que "nuestro pensamiento abstracto no se ha alejado mucho del terreno seguro de la percepción, y posiblemente se ha convertido en algo exagerado o incluso en una mera exhibición ociosa de palabras". Esto se debe a que "los conceptos son absolutamente imposibles, y carecen por completo de significado o significación, a menos que se dé un objeto para los conceptos mismos, o al menos para los elementos que los componen". Por ejemplo, "El concepto de perro significa una regla según la cual mi imaginación puede trazar, delinear o dibujar un contorno, figura o forma general de un animal de cuatro patas sin estar restringido a una forma única y particular proporcionada por la experiencia." Para evitar la vacuidad de "pensamientos sin contenido," es "necesario hacer sensibles nuestros conceptos, es decir, añadirles un objeto de intuición". Para probar si un concepto es sensato, "…volver a la percepción sólo tentativamente y por el momento, invocando en la imaginación una percepción correspondiente al concepto que nos ocupa en este momento, una percepción que nunca puede ser del todo adecuada al concepto (general), sino que es una mera representante de la misma por el momento... Kant llama, un fantasma fugaz a este tipo de esquema."

#### Conceptos puros (matemáticos)
Estos son conceptos que se relacionan, antes de la experiencia, con el sentido externo del espacio y el sentido interno del tiempo. Como tales, son matemáticos en el sentido de que se refieren a la geometría y la aritmética. Un concepto puro y sensual es la construcción o dibujo mental de lo que es común a varias figuras geométricas. Estos conceptos matemáticos no se basan en imágenes visuales objetivas. Se basan en esquemas que existen solo en el pensamiento. Cualquier imagen en particular no puede ser tan general como el concepto. Los esquemas son reglas que permiten a la imaginación construir, dibujar o trazar mentalmente una forma geométrica general pura que le da significado al concepto puro y sensual". "…[P]oseer el esquema correspondiente al concepto de triángulo es poder prever la variedad de cosas a las que se aplica la palabra 'triángulo' ". "[E]l esquema de los conceptos sensuales (como el de las figuras en el espacio) es un producto y, por así decirlo, un monograma de la imaginación pura a priori. Las imágenes solo son posibles a través del esquema. Pero las imágenes siempre deben estar conectadas con el concepto solo por medio del esquema designado. De lo contrario, las imágenes nunca podrán ser completamente congruentes con el concepto general."

#### Conceptos puros del entendimiento (Categorías)
Un concepto puro de comprensión, o categoría, es una característica, predicado, atributo, cualidad o propiedad de cualquier objeto posible, es decir, un objeto "en general" o "como tal". Estos conceptos no son abstracciones de lo que es común a varios objetos individuales percibidos, particulares, como lo son los conceptos empíricos. "Dado que las categorías son a priori y, por lo tanto, no son abstracciones de las percepciones de los sentidos, deben su origen a la naturaleza misma de la mente." No se derivan de percepciones de objetos externos, como lo son los conceptos empíricos. En cambio, son el resultado de la forma en que la mente está constituida o formada. Vienen desde dentro de la mente, no desde fuera de la mente.
Kant afirmó que los esquemas de conceptos o categorías puros, no empíricos, proporcionan una referencia a la intuición de una manera similar a la manera de los conceptos empíricos. "Si los conceptos son empíricos, las intuiciones se denominan "ejemplos"; si son conceptos puros del entendimiento, las intuiciones se denominan "esquemas"." De la misma manera que los ejemplos dan significado a los conceptos empíricos, los esquemas ayudan a responder la pregunta de "si operar con las categorías es algo más que jugar con las palabras".
Dado que los conceptos puros de la comprensión, o categorías, son características de todos los objetos en general, nunca pueden asociarse con la imagen de ningún objeto específico, particular, individual. "Como son puros, no pueden ser imágenes..." "Sin embargo, debe haber alguna conexión entre la idea abstracta y el mundo experimentado al que se espera que se aplique la idea...." "Para que las categorías puras tengan validez objetiva (y no meramente subjetiva) deben estar relacionadas con la sensibilidad."

##### Aplicar conceptos puros a las impresiones de los sentidos
Las categorías o conceptos puros del entendimiento, son formas a priori lógica al innatas que son condiciones de posibilidad de las cosas en general, o de las cosas como tales. Una cosa puede convertirse en un objeto de pensamiento conocido cuando una impresión sensorial  a posteriori se comprende a través de las formas de las categorías. Las categorías y las impresiones de los sentidos son totalmente diferentes entre sí. Las categorías son completamente heterogéneas con las percepciones que se experimentan a través de los órganos de los sentidos. Para que los fenómenos específicos de la Naturaleza sean pensados a partir de la combinación de categorías (conceptos puros) y percepciones sensoriales, debe haber un tercer procedimiento mediador que los conecte. Este mediador es un esquema trascendental. Los esquemas trascendentales unen significativamente los "pensamientos sin contenido" vacíos y las intuiciones ciegas sin conceptos."
Los esquemas que median entre conceptos empíricos ("a posteriori") o conceptos y percepciones matemáticos (sensuales puros) son similares a los adapter s. Así como los adaptadores son dispositivos para unir partes incompatibles, los esquemas conectan conceptos empíricos con las percepciones de las que se derivan. Los esquemas son reglas para la producción de imágenes. Como "reglas", están relacionadas con conceptos. Como productores de "imagen", están relacionados con las percepciones. "Si bien el concepto pertenece al entendimiento y su instancia a la percepción, el esquema tiene, por así decirlo, un pie en ambos dominios. Como reglas para la producción de imágenes, los esquemas ... están vinculados al entendimiento; como reglas para la producción de imágenes están vinculadas a la percepción." El símil del "adaptador" es aún más apropiado en el caso de los esquemas trascendentales. Esto se debe a que los conceptos puros del entendimiento (Categorías) no tienen ninguna relación con las percepciones. Los conceptos puros o Categorías son componentes constitutivos originales del entendimiento y no se derivan de percepciones sensoriales empíricas.

##### Esquemas trascendentales
Los esquemas trascendentales no están relacionados con conceptos empíricos ni con conceptos matemáticos. Estos esquemas conectan conceptos puros de comprensión, o categorías, con la apariencia fenoménica de los objetos en general, es decir, los objetos como tales o todos los objetos.

##### Juicio
El esquema trascendental resulta de la capacidad de emitir juicios. El juicio aplica "los conceptos del entendimiento [las Categorías] a los fenómenos". "El juicio… esquematiza "estos conceptos" a priori "y aplica estos esquemas, sin los cuales no sería posible ningún juicio experiencial, a cada síntesis empírica. El esquematismo trascendental del juicio le proporciona [el juicio] una regla bajo la cual deben subsumirse las intuiciones empíricas dadas." Kant definió la palabra griega "hipotiposis" como un "... volver perceptible a los sentidos, sensual (Versinnlichung)." La definición habitual es "ejemplo, patrón, contorno o boceto". Si una hipotiposis es esquemática, según Kant, "... a un concepto, que es comprendido por el entendimiento, se le da la intuición correspondiente" a priori..." Esto se opone a una hipotiposis simbólica, como Dios, en la que el concepto sólo puede ser pensado por la Razón y a la que ninguna intuición sensible puede ser adecuada. Los esquemas contienen presentaciones directas del concepto. Hacen esta presentación de forma demostrativa, no mediante el uso de analogías. El juicio, según Kant, trabaja mecánicamente con apariencias dadas y las pone bajo conceptos. Lo hace como una herramienta que es utilizada y controlada tanto por el entendimiento como por los sentidos. Para evitar posibles errores en los juicios se debe realizar la reflexión trascendental.

##### Tiempo
El esquematismo del entendimiento puro es "la condición sensorial [tiempo] bajo la cual son los únicos conceptos puros del entendimiento [las Categorías] que pueden ser usados"." Las categorías, o conceptos puros del entendimiento, son representaciones abstractas de objetos en general. Sin embargo, pueden resultar en pensamientos sobre objetos internos o externos particulares, específicos si están relacionados con el tiempo. Todos los conceptos se derivan de percepciones, por lo tanto, los conceptos puros [Categorías] se basan en percepciones puras. La percepción o esquema más puro es el tiempo. El tiempo tiene la relación más pura posible con la sensación. Es la mera forma de sensación porque las sensaciones deben sentirse en sucesión. Por tanto, el tiempo fue designado por Kant como el esquema más puro posible de un concepto puro.
Todas las cosas se experimentan en el tiempo, es decir, en sucesión, una tras otra. Esto se aplica tanto a nuestro yo interno como a todos los objetos externos. Dado que las categorías son las formas a través de las cuales se puede pensar que cada cosa específica está en el tiempo, las categorías están relacionadas con el tiempo. Así, los conceptos puros o categorías y los objetos fenoménicos comparten el tiempo como característica común. Por tanto, el tiempo es el medio por el cual un fenómeno intuido se subsume en un concepto puro. Los esquemas son determinaciones de tiempo trascendentales. "De ahí que sea posible aplicar la categoría a las apariencias mediante la determinación del tiempo trascendental, que, como esquema de los conceptos del entendimiento, media la subsunción de las apariencias bajo la categoría."

##### Los esquemas son reglas de procedimiento, no imágenes
Debido a que los esquemas son determinaciones de objetos en general, no objetos específicos e individuales, no son imágenes particulares. Kant afirmó que "... un esquema debe distinguirse de una imagen." Un esquema es una regla de procedimiento. La regla prescribe la forma de relacionar un concepto puro con un objeto en general. Los esquemas son formas de aplicar conceptos puros (categorías) para sentir impresiones. Son recetas para ilustrar gráficamente un concepto puro. Un esquema es un método para representar un concepto no empírico en cualquier imagen como tal o en cualquier imagen en general. "Para Kant un esquema no es una imagen, sino una capacidad para formar imágenes o (quizás) para construir modelos..." "El esquema de un concepto puro del entendimiento es algo que nunca puede convertirse en una imagen...."
Lewis White Beck escribió: "Los conceptos puros del entendimiento ... se aplican a la forma pura de la intuición (tiempo) para dar lugar a los 'esquemas trascendentales' o reglas de la aplicación de conceptos puros a cualquier impresión sensorial que recibamos". Para ejemplificar esto, continuó, "Para tomar el ejemplo más importante, tenemos el juicio hipotético (si-entonces), que es el modo de juicio bajo la categoría de causa. Esto se aplica a los fenómenos en el tiempo por el esquema de causalidad, es decir, la regla de que la causa de un fenómeno es otro fenómeno que invariablemente lo precede en el tiempo ... ". De esta manera, Beck demostró que un esquema trascendental es la regla que conduce a la comprensión de sensaciones sucesivas [en el tiempo] según varios conceptos puros [las "categorías" de Kant].

##### Ilustraciones de diferentes categorías y sus esquemas
Cada categoría tiene un esquema. Algunos esquemas son compartidos por otras categorías de su clase.
- Las categorías de cantidad comparten el esquema de número. La cantidad está relacionada con una serie de tiempo numérica. William H.S. Monck afirmó que Kant puede entenderse diciendo "Al aprehender un objeto, siempre agrego sucesivamente una parte a otra y, por lo tanto, genero una serie de determinada magnitud". William H.S. Monck, "Introducción a la filosofía crítica. La unidad es un momento en el tiempo. La pluralidad son varios momentos. La totalidad se expresa como todos los momentos. Pero Monck señaló que "Kant no traza especialmente los Esquemas de las Categorías de Unidad, Pluralidad y Totalidad." Monck supuso: "En la Categoría de Unidad, supongo que deberíamos detenernos en el primer término de la Serie de Tiempo: para la Categoría de Pluralidad deberíamos representar la adición de unidad a unidad sin establecer ningún límite determinado; y para la Categoría de Totalmente debemos limitar el número de unidades y completar la suma hasta este número."[44]
- Todas las categorías de calidad tienen grados comparativos s de realidad como su esquema. La calidad está relacionada con el contenido del ser real en el tiempo. Kant explicó metafóricamente el esquema de la calidad como llenar el tiempo con una sensación. Monck parafraseó a Kant diciendo: "Podemos hablar de que el tiempo está más lleno cuando la sensación es más vívida, y menos completamente lleno cuando la sensación es más débil. Si la sensación es lo suficientemente vívida, el momento presente está tan lleno de ella que Parece imposible atender, o incluso ser consciente de cualquier otra sensación simultáneamente, pero cuando se debilita tenemos tiempo para percibir también otras sensaciones.[45] Esto ocurre gradualmente. "Podemos representar este llenado como si tuviera lugar mediante un aumento gradual desde cero (tiempo vacío) hasta cualquier grado dado de viveza, o mediante un descenso similar desde la sensación del momento hasta cero."[45] La realidad es la experiencia de la sensación en el tiempo. La negación es la ausencia de sensación en el tiempo. La limitación es el rango de grados, entre la transición de lleno a vacío, mediante el cual las cosas se sienten en el tiempo. Pero Monck afirmó que "una vez más, Kant no da aquí en detalle los esquemas de las categorías de realidad, negación y limitación". Sugirió calificadamente que "En el primer caso [Realidad], deberíamos, quizás, representar la sensación como ocupando el momento presente con exclusión de todo lo demás; en el segundo [Negación] la sensación como completamente ausente del momento presente; en el tercero [Limitación] la sensación de ocupar el momento presente junto con otros.[45]
- "El Esquema de la Categoría de Relación es el "Orden" del Tiempo."[46] En la clase de relación, cada categoría tiene su propio esquema. El esquema de la sustancia es la permanencia de la sustancia inmutable (sujeto) a la que pertenecen los accidentes (predicados), o la permanencia del objeto en el tiempo. El esquema de Causalidad es la sucesión necesaria de un consecuente a un antecedente. Eso es, "… el Esquema de la Categoría de Causa es su Antecedencia regular en el Tiempo (es decir, la Sucesión en el Tiempo determinada por una ley fija)."[47] La categoría de comunidad tiene el esquema de la coexistencia necesaria de los accidentes de una sustancia con los accidentes de otra sustancia. Esta interacción comunitaria consiste en los accidentes cambiantes de una sustancia que tienen su causa en los accidentes cambiantes de otra sustancia, y viceversa .[28] Esto puede entenderse como "... la Simultaneidad de los objetos en el Tiempo."[47]
- "El esquema de la categoría de modalidad según Kant es el tiempo mismo en relación con la existencia del objeto."[45] En la clase de modalidad, la categoría de posibilidad tiene el esquema de posibilidad en cualquier momento. El esquema de la existencia real en un determinado tiempo pertenece a la categoría de existencia. Finalmente, la categoría de necesidad tiene el esquema de ser un objeto en todo momento.[48]

Aunque Kant proporcionó estas ilustraciones y ejemplos de esquemas, el autor John Mahaffy afirmó que el tema seguía siendo oscuro. Escribió: "Puedo añadir que estas ilustraciones de los diversos esquemas se desarrollan y explican en los capítulos siguientes sobre los Principios que los incorporan, y que es imposible aclararlos al lector hasta que haya estudiado la teoría de la Principios."

##### Categorías esquematizadas y no esquematizadas
Los esquemas dan a las categorías un "valor en efectivo", como si la categoría fuera como el papel moneda y la experiencia sensorial fuera análoga al metal precioso. Un esquema es la concordancia o armonía de una categoría con fenómenos sensuales. Por ejemplo, "El número es la cantidad del fenómeno; la sensación es la realidad del fenómeno; la permanencia y la resistencia de las cosas es la sustancia del fenómeno, la eternidad es la necesidad del fenómeno, etc." De esta forma, los esquemas restringen las categorías a condiciones de sensibilidad. "El esquema y los esquemas tienen, pues, la propiedad de realizar las categorías al mismo tiempo que restringen su alcance a las apariencias." Las categorías no pueden realizarse en objetos que no son detectables por los sentidos, es decir, no son objetos fenoménicos (objetos que aparecen a un observador).
"Los esquemas de los conceptos puros del entendimiento son, por tanto, las verdaderas y únicas condiciones para dotar a estos conceptos de una referencia a los objetos y, por tanto, de una significación. Y por tanto, las categorías no tienen, en definitiva, otro uso que uno empírico." Para que las categorías se refieran a objetos percibidos y experimentados, deben estar esquematizadas. Si una categoría no está esquematizada, entonces no tiene ninguna referencia a la percepción. Se puede pensar una categoría sin esquematizar, pero no se puede conocer. Si algo nunca se puede percibir, nunca se puede saber. Los esquemas representan las cosas en general tal como aparecen, no como podrían existir de otra manera. "Las categorías, por tanto, son esquemas, funciones de la comprensión necesaria para los conceptos, pero no representan en sí mismas ningún objeto". Este acto da como resultado la formación de un concepto abstracto a partir de diversas percepciones u otros conceptos. Con la determinación trascendental del tiempo como el esquema trascendental," ...el uso de las categorías está claramente restringido a la gama de cosas que caen dentro del tiempo - es decir, para Kant, restringido a los fenómenos". Las entidades metafísicas que no están relacionadas con el tiempo, como los movimientos espontáneos o no causados, las almas inmortales y los dioses eternos, son productos de categorías no esquematizadas. Se pueden pensar, pero no conocer.

##### Conceptos no esquematizados
Dos tipos de conceptos no utilizan esquemas para exhibir sus bases empíricas: los conceptos racionales (ideas de razón) y las ideas platónicas. Con estos conceptos o ideas, no existe un nexo intermedio entre la entidad abstracta y la percepción sensorial concreta. Estos conceptos no esquematizados no contienen ni subsumen una representación de un objeto que sea la base de un concepto.
Kant enumeró tres conceptos o ideas racionales de la razón: Dios, la libertad y la inmortalidad. No se encuentran en la experiencia. “…La dificultad de las ideas de la razón es que no se puede dar absolutamente ninguna intuición acorde con estas" ("Crítica del juicio, § 59).” “Por consiguiente, para dar sentido a tales ideas debemos recurrir a un procedimiento alternativo, en el que se utilizan "símbolos" en oposición a los esquemas propiamente dichos. Lo que sucede aquí es... que encontramos alguna situación empíricamente intuible que puede servir como modelo a partir del cual la idea puede hacerse comprensible.” Por ejemplo, Kant trató de mostrar cómo se le puede dar sentido a la idea de un Dios invisible "haciendo de la relación de un padre [amoroso o enojado] con sus hijos el símbolo [metafórico, figurativo] de la relación de Dios con el mundo.” Se puede hablar de la idea racional de un suceso no determinista en referencia a las analogías del universo como un mecanismo [como un reloj] u organismo. Así, mientras que los conceptos puros de comprensión, los conceptos empíricos y sensibles puros se exhiben directamente y se hacen sensibles a través de esquemas, las ideas de la razón se exhiben indirectamente a través de relaciones mediante el uso de la analogía simbólica.
Profesor W. H. Walsh intentó explicar cómo se usan los esquemas para dar sentido o exhibir las doce categorías kantianas (conceptos puros del entendimiento) mientras que se usan relaciones análogas simbólicas para los tres conceptos racionales (ideas de razón). "Puede ser útil a este respecto comparar lo que dice Kant sobre la esquematización, o cuasi-esquematización, de las ideas de la razón con lo que dice sobre la esquematización de categorías. El problema en los dos casos es esencialmente idéntico: cómo hacer un uso concreto de conceptos que son por naturaleza alejados del sentido. Para mostrar que tal uso es posible, necesitamos, en la terminología técnica de Kant, encontrar intuiciones correspondientes a ellos. En el caso de conceptos puros del entendimiento, esto se puede hacer, ya que podemos señalar los esquemas apropiados; la dificultad sobre las ideas de la razón es simplemente que no se puede dar absolutamente ninguna intuición acorde con ellas (Crítica del juicio , §59). En consecuencia, debemos recurrir a tales ideas [de la razón] a un procedimiento alternativo, en el que se hace uso de "símbolos" en oposición a los esquemas propiamente dichos. Lo que ocurre aquí es, a grandes rasgos, que encontramos alguna situación empíricamente intuible que puede servir como un modelo por referencia para lo cual la idea [de razón] puede hacerse comprensible. La idea de Dios, por ejemplo, es incapaz de esquematizarse, pero, no obstante, podemos darle un sentido parcial para ciertos propósitos al hacer de la relación de un padre con sus hijos el símbolo de la relación de Dios con el mundo esta discusión es el marcado contraste entre esquema y símbolo, y por tanto entre el significado de las categorías y el de las ideas [de la razón] todo concepto susceptible de esquematización parece permitir que la relación entre idea [de razón] y el símbolo es en conjunto menos íntimo: simbolizar es un proceso relativamente arbitrario y, por tanto, cada idea [de razón] puede simbolizarse de diversas formas." Una categoría tiene un esquema trascendental; una idea de razón puede tener múltiples símbolos para su analogía.
Platón Ideas (también conocidas como nociones, formas, paradigmas o arquetipos) son conceptos que funcionan como patrones o modelos. Están relacionados con objetos del mundo experimentado. Las ideas están relacionadas con los objetos naturales o sus representaciones perceptivas mediante los procesos de participación, partaking, y copiando. “Los objetos particulares que percibimos son copias imperfectas o reflejos de los patrones eternos.”

##### Enlace al inconsciente
Para Eduard von Hartmann en Filosofía del inconsciente declaró que los esquemas trascendentales kantianos conectan las categorías inconscientes con el conocimiento consciente. Los conceptos puros del entendimiento de Kant, o categorías, son representaciones o ideas inconscientes. que se encuentran más allá del conocimiento. Según von Hartmann, estas categorías inconscientes producen conocimiento consciente a través de la mediación de los esquemas del entendimiento puro.

## Esquemas alternativos
Kant dijo que el esquema de un concepto es la representación de un procedimiento general de la imaginación mediante el cual se puede proporcionar una imagen para un concepto. Kant afirmó que el tiempo es el único esquema trascendental adecuado y apropiado porque comparte la generalidad y pureza de la categoría "a priori", así como la forma de aparición de cualquier fenómeno "a posteriori". Sin embargo, puede ser cierto que el tiempo no sea el único esquema posible.

### Espacio
"Aún más notable, sin embargo, es el hecho de que para entender la posibilidad de las cosas como consecuencia de las categorías, y por lo tanto para establecer las categorías realidad objetiva, necesitamos no meramente intuiciones, sino siempre intuiciones externas." Dado que el espacio es la forma de todas las apariencias de los sentidos externos, puede parecer que el espacio podría servir como esquema. De hecho, cualquier fenómeno que requiera espacio, además de tiempo, como forma también necesitaría un esquema espacial. "Esto sugiere que en un momento pudo haber pensado en reformular el argumento del esquema de una manera fundamental, sustituyendo el tiempo por el espacio; pero si tuvo esta idea, no la llevó a cabo". En la introducción del editor a su traducción de la Crítica, Paul Guyer afirmó que "... aunque el contenido de los esquemas trascendentales para las categorías puede explicarse en términos puramente temporales, el" uso "de estos esquemas depende a su vez de juicios sobre las propiedades y relaciones" espaciales "de al menos algunos objetos de juicio empírico ". Guyer afirmó que esta declaración fue aclarada en la sección "El sistema de todos los principios" de Kant. De esta manera, se supone que el uso de esquemas involucra tanto el espacio como el tiempo, en lugar de simplemente el tiempo.
Norman Kemp Smith afirmó que aparentemente no hay una buena razón por la que Kant no considerara el espacio como un esquema trascendental para sus Categorías. Kemp Smith argumentó que la conciencia del espacio es tan fundamental como la del tiempo. Concluyó que "... la concentración de Kant en el aspecto temporal de la experiencia es sumamente arbitraria ..." y por tanto sin razón. La experiencia, había afirmado Kant, es siempre espacio-temporal. El sentido interno, sin embargo, puede ser exclusivamente temporal. Kemp Smith adivinó entonces, en oposición a su declaración anterior, por qué Kant ignoró el espacio como un esquema trascendental. "Posiblemente la preocupación muy natural de Kant con su nueva doctrina revolucionaria del sentido interno y la imaginación productiva tenga algo que ver con el asunto [es decir, es la razón de su eliminación del espacio]." Así, la doctrina de Kant del sentido interno y su énfasis en el tiempo resultó en su exclusión del espacio como esquema trascendental.
A. C. Ewing afirmó que la razón por la que Kant no usó el espacio como un esquema trascendental fue porque el espacio no es necesario para comprender los conceptos relacionales de sustancia o causalidad. Según el profesor Ewing, Kant tenía la intención de utilizar el espacio como un mediador esquemático trascendental entre una categoría y una intuición sensible. Kant, según el profesor Ewing, para una categoría sí utilizó el espacio como esquema trascendental para unificar un concepto puro con una intuición sensible. Si bien el espacio no es necesario para comprender las relaciones de sustancia y causalidad, es necesario para comprender la relación conceptual de comunidad o reciprocidad.

### Organismo
Para mostrar cómo el tiempo puede no ser el único esquema, el profesor Walsh sugirió que existe "... la posibilidad de dar sentido a las categorías en términos orgánicos en oposición a los mecánicos." Hizo la hipótesis de que "Los elementos de un complejo orgánico ocuparían aquí el lugar de los elementos en una situación temporal. La sustancia podría interpretarse en términos de crecimiento y forma en oposición a lo que subyace al cambio mecánico, y la causalidad se podría pensar en términos de propósito y función." Sin embargo, el profesor Walsh concluyó que la elección del tiempo como esquema por parte de Kant era más precisa que cualquier elección alternativa. A pesar de la dificultad general para entender el esquematismo, afirmó que "... la doctrina del esquematismo de Kant, si no es del todo satisfactoria a nivel teórico, continuará apoyándose en la sólida base empírica de que los esquemas ofrecidos nos permiten dar un significado real a las categorías y encontrarles un uso genuino ".

## Esquemas de unidad sistemática
En su discusión sobre la arquitectura de la razón pura, Kant utilizó el concepto de esquema de una manera similar a su discusión sobre los esquemas de las Categorías. Toda la organización sistemática de una ciencia consta de partes. Las partes son diversas cogniciones o unidades de conocimiento. Las partes están unidas bajo una idea que determina la relación de las partes entre sí y también el propósito de todo el sistema. Se necesita un esquema para ejecutar, llevar a cabo o realizar esta idea unificadora y ponerla en práctica. Este esquema es un bosquejo o bosquejo de la forma en que las partes del conocimiento se organizan en un sistema completo de ciencia. Un esquema que se esboza, diseña o redacta de acuerdo con propósitos empíricos accidentales da como resultado una mera unidad técnica. Pero un esquema elaborado a partir de una idea racional "a priori" es el esbozo fundacional de la unidad arquitectónica. La ciencia debe tener unidad arquitectónica. "Porque el esquema de lo que llamamos ciencia debe contener el esquema del todo ( monogramma ) y la división del todo en partes de conformidad con la idea - es decir, debe contener estos a priori - y debe distinguir este todo de todos los demás con certeza y según principios." Este uso del concepto de esquema es similar al uso anterior de Kant. Es un esquema, monograma o diagrama mínimo que realiza o ejecuta un concepto o idea general abstracta (Idee) como una experiencia perceptiva real.

## Crítica

### Oscuridad del concepto" esquema
Kant introdujo el concepto de esquema trascendental en su capítulo titulado "Del esquematismo de los conceptos puros del entendimiento"." Se considera uno de los capítulos más difíciles de Kant. Aunque sabía que no estaba escribiendo para lectores populares, Kant trató dos veces de disculparse por este capítulo llamándolo "muy seco" Y "seco y tedioso." Kant ingresó en su cuaderno de 1797: "En general, el esquematismo es uno de los puntos más difíciles. - Incluso Herr Beck no puede encontrar su camino en él." Profesor W.H. Walsh, de la Universidad de Edimburgo, escribió: "El capítulo sobre esquematismo probablemente presenta más dificultades para el lector no comprometido pero comprensivo que cualquier otra parte de la" Crítica de la razón pura ". Los detalles del argumento son sumamente oscuros (que, después de todo, es una experiencia bastante común al leer a Kant, aunque uno no suele estar tan desconcertado como aquí): es difícil decir en términos sencillos qué punto o puntos generales está buscando Kant establecer." Arthur Schopenhauer se refirió a él como "... el extraño 'Capítulo sobre el esquema de los conceptos puros del entendimiento', que es bien conocido por su gran oscuridad, ya que nadie ha podido sacar nada de él." Los cuadernos de Schopenhauer contenían entradas que describían el capítulo de Kant sobre esquemas como "un audaz sinsentido" y el esquema como "un absurdo cuya inexistencia es llana." Schopenhauer también comentó sobre "... la futilidad de tales cosas intermedias entre la percepción intuitiva y los conceptos." En la crítica de Schopenhauer a los esquemas de Kant, intentó aclarar la oscuridad atribuyendo el concepto de esquemas de Kant simplemente a una necesidad psicológica de simetría arquitectónica en sus escritos. Los conceptos empíricos se basan en percepciones empíricas. Kant, sin embargo, trató de afirmar que, de manera análoga, los conceptos puros (Categorías) también tienen una base. Pero esto contradice su afirmación anterior de que los conceptos puros simplemente existen en la mente humana y no se basan en percepciones puras y esquemáticas. Schopenhauer también alegó que los esquemas se introdujeron simplemente para dar plausibilidad a la descripción de Kant de las categorías o conceptos puros del entendimiento. El artículo sobre Kant en la "Enciclopedia de la Filosofía" llama al esquematismo de Kant una "doctrina desconcertante" con "oraciones crípticas"." Josiah Royce se refirió a "la desconcertante doctrina del Esquema." El filósofo escocés Robert Adamson (Robert Adamson (filósofo)) escribió: "La manera en que Kant explica las funciones del esquematismo es extremadamente susceptible de ser malinterpretada y engañada." Los primeros críticos de Kant (1782-1789) no discutieron el esquematismo porque no pudieron seguir la explicación de Kant. Heidegger escribió sobre "la sequedad y el tedio de este análisis…." Después de más de dos siglos, la explicación de Kant del esquema todavía parece poco clara para muchos lectores. En su libro sobre procesamiento distribuido paralelo, el Grupo de Investigación de PDP discutió los esquemas de Kant cuando se apropiaron de esa palabra para designar su concepto de esquema de imagen ta. "El esquema", escribieron, "a lo largo de la historia, ha sido un concepto envuelto en misterio. El uso de Kant ... del término ha sido provocativo pero difícil de entender." Después de esta frase, no se hizo ningún otro intento por discutir el término de Kant y el concepto que designa. H. H. Price, en Pensamiento y experiencia , página 292, se refirió al esquema de Kant y escribió: "... debo confesar que no lo entiendo completamente". En 2004, el profesor Georges Dicker de la SUNY Brockport declaró: "Encuentro el esquema especialmente opaco…." El erudito de Kant Norman Kemp Smith juzgado el capítulo de esquematismo es un "argumento altamente artificial". La explicación de Kant parece, para Kemp Smith, ser artificial y no tener una progresión natural. Hermann Weyl describió su reacción a Kant: "Aunque no tuve problemas para hacer mía esta parte de la enseñanza de Kant [con respecto al espacio a priori y los juicios sintéticos a priori ], todavía tenía mucho problema con el esquema de conceptos mentales puros…." En sus conferencias de inglés, publicadas en 1796, el alumno de Kant, Friedrich August Nitsch, advirtió a sus oyentes y lectores sobre la dificultad de comprender el concepto de esquema de Kant. Escribió: "Se necesitarán grandes esfuerzos de abstracción en el lector para concebir el Esquematismo del intelecto, de una manera perfectamente clara. En su ensayo "La concepción de las categorías de Kant", T. K. Seung llamó "... el Esquematismo, quizás el más oracular chapter of the Critique….".
Discrepancias
Según el profesor W. H. Walsh, existe una aparente discrepancia en los argumentos centrales de Kant sobre el esquematismo. Kant, según el profesor Walsh, afirmó primero que los conceptos empíricos no requieren esquemas. Solo los conceptos puros necesitan esquemas para ser realizados. Esto se debe a que los conceptos puros son totalmente diferentes de las intuiciones, mientras que los conceptos empíricos se abstraen de las intuiciones y, por lo tanto, son homogéneos con ellas. Pero en otra parte de su capítulo, Kant afirma que los conceptos matemáticos tienen esquemas. "De hecho", escribió, "son los esquemas, no las imágenes de objetos, los que se encuentran en la base de nuestros conceptos puros sensibles (es decir, geométricos)." Al discutir el esquematismo como el método de representar en una imagen una cierta cantidad matemática de acuerdo con un cierto concepto, escribió: "A esta representación de un procedimiento general de la imaginación mediante el cual un concepto recibe su imagen, la llamo esquema de tal concepto." Con respecto a los conceptos puros, Kant declara entonces: "El esquema de un concepto puro del entendimiento, por el contrario, es algo que nunca se puede convertir en una imagen."
Kant, según el profesor Walsh, tiene dos formas distintas de describir esquemas. "A veces, como al comienzo de su discusión, habla como si un esquema fuera una característica de las cosas que se podrían señalar." En otro lugar, Kant"... habla como si el esquematismo fuera un procedimiento … ."
Mediación problemática
Según Kant, un esquema trascendental es un nexo mediador, una tercera cosa (tertium quid ; ein Drittes), entre un concepto puro y un fenómeno. Esta mediación nunca fue explicada satisfactoriamente por Kant, y Charles Sanders Peirce declaró que es una parte importante del sistema de Kant. La "doctrina de los esquemas de Kant sólo puede haber sido una ocurrencia tardía ...", escribió Peirce. La teoría de los esquemas mediadores fue "una adición a su sistema después de que estuvo sustancialmente completo." Peirce enfatizó la enorme importancia del concepto de esquema trascendental cuando escribió que "si los esquemas se hubieran considerado lo suficientemente temprano, habrían sobrepasado toda su obra."
El perenne problema mente-cuerpo examina la relación entre las cogniciones que están dentro del cerebro de un conocedor y los objetos que parecen estar fuera de ese cerebro. Este dualismo se refleja en muchas dicotomías filosóficas. Estas dicotomías constan de dos partes opuestas totalmente heterogéneas entre sí. Kant estuvo preocupado por el problema de unir estos opuestos durante gran parte de su vida media y posterior. Descartes afirmó incorrectamente que la dicotomía del alma y el cuerpo se unifica cuando la glándula pineal del cerebro es psicoquinéticamente movida por los pensamientos del cerebro. Salomon Maimon comparó los Esquemas Trascendentales de Kant con la glándula pineal de Descartes. El concepto de esquema trascendental de Kant se entiende como una variación del problema perdurable de la mente y el cuerpo porque su esquema trascendental subsume una intuición sensorial bajo un concepto puro, que combina la comprensión conceptual con la sensación perceptiva.

## Interpretación de Adamson
El filósofo escocés Robert Adamson escribió desde un punto de vista hegeliano. Creía que el análisis de Kant del conocimiento en los temas separados de intuición, esquema y concepto era mecánico y artificial. Adamson afirmó que "el pensamiento y la intuición están orgánicamente unidos en el esquema." "No debemos suponer que la subsunción [de la intuición bajo la noción pura] sea mecánica; que lo particular es algo distinto de lo universal. La unión es orgánica; lo particular es sólo lo universal bajo una forma especial. La misma función de síntesis, que en pura abstracción llamamos categoría, es, en la realización, el esquema, y la intuición no está separada del esquema." El análisis abstracto de Kant del conocimiento perceptual fue, según Adamson, la separación engañosa de una unidad orgánica en componentes individuales. Afirmó que "... de ningún modo debemos considerar la Noción, el Esquema y la Intuición como tres partes de la percepción que existirían de forma aislada."
Esta amalgama es típica de la fórmula hegeliana "dialéctica" en la que dos aparentes opuestos son siempre subsumidos o reconciliados por una tercera entidad.

## Interpretación de Pluhar
En la introducción del traductor a su versión de la "Crítica del juicio" de Kant, página xxxvi, Werner Pluhar trató de explicar los esquemas. Señaló que las intuiciones perceptivas y las categorías conceptuales de Kant son muy diferentes, pero se relacionan entre sí. Esta exposición del profesor Pluhar parafrasea la doctrina de Kant de que las percepciones se basan en conceptos. La posición de Kant puede contrastarse con la enseñanza opuesta de Schopenhauer de que los conceptos se derivan o se abstraen de las percepciones, dando así contenido a los conceptos y permitiéndoles tener sentido. Ésta es la razón por la que los conceptos o categorías puros requieren esquemas. "Se necesita algo", escribió Pluhar, compartiendo el punto de vista de Kant, "para mediar entre la intuición en general y las categorías, es decir, una regla o esquema que estipule qué condiciones debe cumplir la intuición para que puede "coincidir con una categoría". El profesor Pluhar luego dio un ejemplo específico de cómo se utiliza el tiempo para lograr el emparejamiento o la mediación. Su explicación no recurre a la presentación de esquemas mediante el uso de analogías visuales como "bocetos" o "contornos". Los esquemas de Pluhar son reglas. "En el caso de la relación causal, el esquema es la regla de que el efecto debe seguir a la causa en el tiempo ". Después de proporcionar esta instancia en particular, declaró en general que "... todos los esquemas conectan las categorías con el tiempo ..." El profesor Pluhar afirmó entonces la razón de esta conexión esquemática: "... el tiempo es la única forma de intuición que se aplica a cualquier intuición, incluso a la intuición interna que tenemos de nosotros mismos, mientras que el espacio se aplica meramente a todas las intuiciones externas". Curiosamente, no es necesario agregar esquemas como mediadores a las categorías de causalidad y sustancia. Estos ya están temporalizados. El tiempo es intrínseco a la relación entre causa y efecto. La sustancia, por su propia naturaleza, es algo que perdura continuamente.

## Watson en tiempo y esquematismo
El profesor canadiense John Watson, en su discusión de filosofía kantiana, escribió sobre supuestos seres supersensibles y atemporales como Dios o el alma. Se dice que tales cosas tienen una existencia eterna. Sin embargo, como tales, no se pueden conocer ni experimentar. Watson afirmó que "... todo lo que no puede ser esquematizado no puede ser conocido ..." Consideró la esquematización kantiana como "... conforme al proceso por el cual lo definido u concreto se convierte en un objeto posible en el tiempo...." Esquematizar un objeto es representar un objeto en el tiempo. En consecuencia, las “... realidades suprasensibles ... atemporales ... no pueden ser esquematizadas, no admiten la aplicación a ellas de las categorías [kantianas] y nunca pueden convertirse en objetos de la experiencia sensible actual." "En la "Crítica de la razón pura" se ha sostenido que no se puede obtener ningún "conocimiento" de las realidades suprasensibles, ya que tal conocimiento siempre implica un proceso de determinación [o esquematización] de los objetos en el tiempo, mientras que lo suprasensible es necesariamente libre de los límites del tiempo." Si los objetos suprasensibles no se pueden esquematizar porque no están en el tiempo, entonces "... para el mundo suprasensible ... las categorías esquematizadas no tienen aplicación." Si una cosa suprasensible, como Dios o el alma, no está en el tiempo, entonces no puede esquematizarse, no puede aplicarse a categorías kantianas y, por lo tanto, no puede ser un objeto conocido. Tales entidades suprasensibles tendrían que esquematizarse a través de la forma del tiempo si se supiera que tienen una magnitud secuencialmente contable, gradaciones de realidad intensiva, sustancialidad permanente o causalidad sucesiva.

## Elaboraciones de la noción de esquema de Kant en la ciencia cognitiva
El filósofo Mark Johnson discute la concepción de Kant de un esquema con respecto al desarrollo de una teoría de la imaginación dentro de la ciencia cognitiva. La teoría de Johnson hace uso de las ideas de Kant de que la analogía es el mecanismo cognitivo que vincula las percepciones sensibles con sus categorías conceptuales, y que la analogía creativa, o lo que Johnson llama metáfora conceptual, es el mecanismo cognitivo mediante el cual llegamos a comprender esos conceptos abstractos y categorías de las que tenemos una experiencia sensible menos directa. Propone que usemos esquemas imaginativos para estructurar conceptos abstractos en gran parte en términos de un conjunto de analogías espaciales que él llama esquemas de imagen. En opinión de Johnson, adquirimos esquema de imagen principalmente a partir de patrones recurrentes de experiencias en la infancia y la niñez temprana, y luego reutilizamos estos esquemas de imagen de manera metafórica tanto para razonar de manera abstracta como mientras hablamos nuestro idioma.
En un aumento de la ambigüedad y la confusión, algunos científicos cognitivos de hoy se han apropiado del término técnico "esquema", a menudo mal utilizado, para referirse a la categoría kantiana. En su libro Terapia cognitivo-conductual: principios básicos y aplicaciones  (Jason Aronson Publishers, 1996), Robert L. Leahy del Instituto Americano de Terapia Cognitiva en la Ciudad de Nueva York y el Weill Cornell Medical College de la Universidad de Cornell ejemplifica este mal uso. En el capítulo 2, "Contexto histórico de la terapia cognitiva", escribió sobre cómo, para Kant, "la realidad nunca se puede conocer directamente, sino que se conoce a través de categorías de pensamiento". Leahy luego declaró: "Según Kant, todo conocimiento se basaba en las categorías (que hoy llamaríamos esquemas). En consecuencia, la realidad nunca fue directamente cognoscible, solo conocíamos los esquemas". De esta manera, el concepto de "categoría" o "concepto puro del entendimiento" de Kant ya no se define como un predicado, propiedad, cualidad o característica de todos y cada uno de los objetos en general. Una categoría kantiana es ahora vagamente considerada por los científicos cognitivos como un "esquema", que era un término que Kant ya había utilizado para designar la subsunción de una intuición empírica, a través del tiempo, bajo una categoría o concepto puro.